# Gustav A. Konitzky
Gustav A. Konitzky (13. listopadu 1924 – 3. února 2010 Emleton, Pensylvánie, Spojené státy americké) byl americký spisovatel. Zabýval se indiánskými pověstmi a pohádkami. Publikoval v němčině.

## Dílo
- Pohádky, legendy a bajky severoamerických indiánů, Computer Press, ISBN 978-80-251-1927-3, Brno, 2008
- Navajos, die letzten Nonanden Nordamerikas, Stuttgart, 1956
- Die Indianer der Mesa Verde, Stuttgart, 1956
- Indianermasken in Nordamerika, Stuttgart, 1956